# Danny Stam

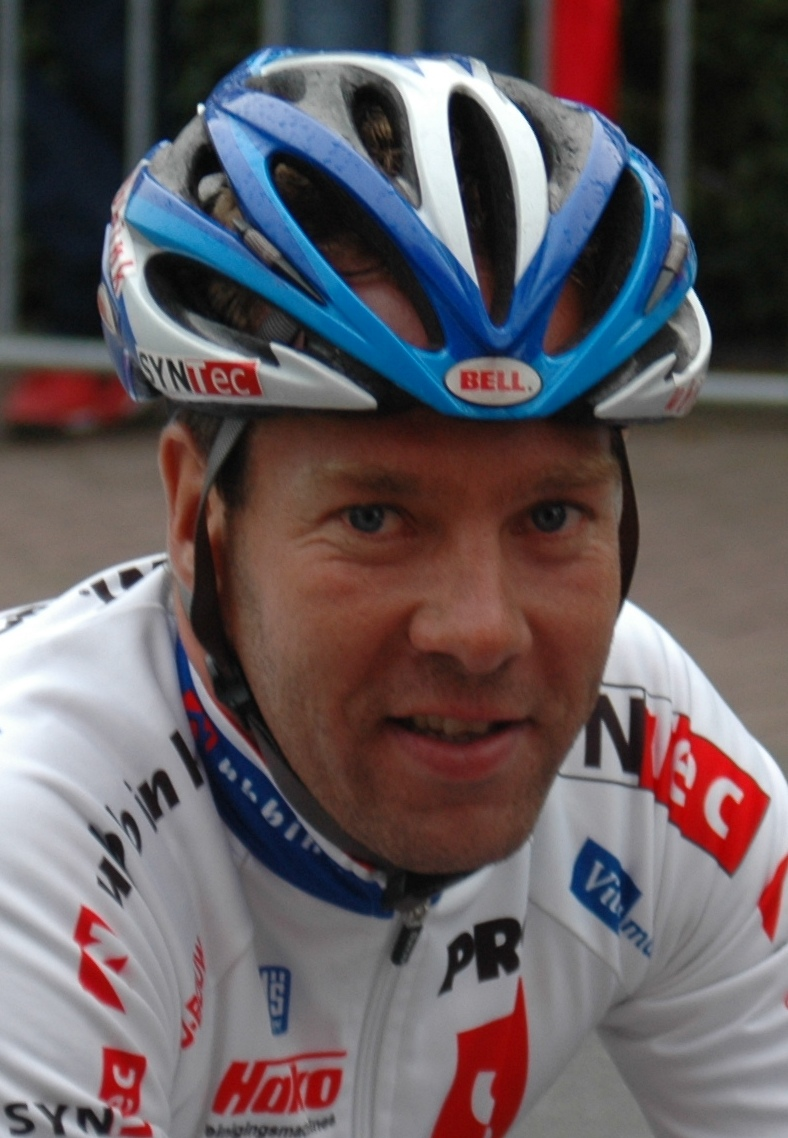
Danny Stam in 2006.

Danny Stam (Zaandam, 25 juni 1972) is een Nederlands ploegleider en voormalig baanwielrenner.
Hij is een zoon van Cees Stam, die onder andere driemaal wereldkampioen stayeren werd. Danny Stam haalde zijn grootste successen in een koppel met Robert Slippens. Tijdens het WK baanwielrennen van 2004 wonnen zij brons en een jaar later zilver op de koppelkoers.
Het koppel Slippens - Stam won de Zesdaagse van Gent in 2004 en de Zesdaagse van Rotterdam in 2005 en 2006. Het laatste jaar wonnen zij ook in Bremen en Berlijn. Danny Stam heeft de bijnaam "de Kleine Diesel".

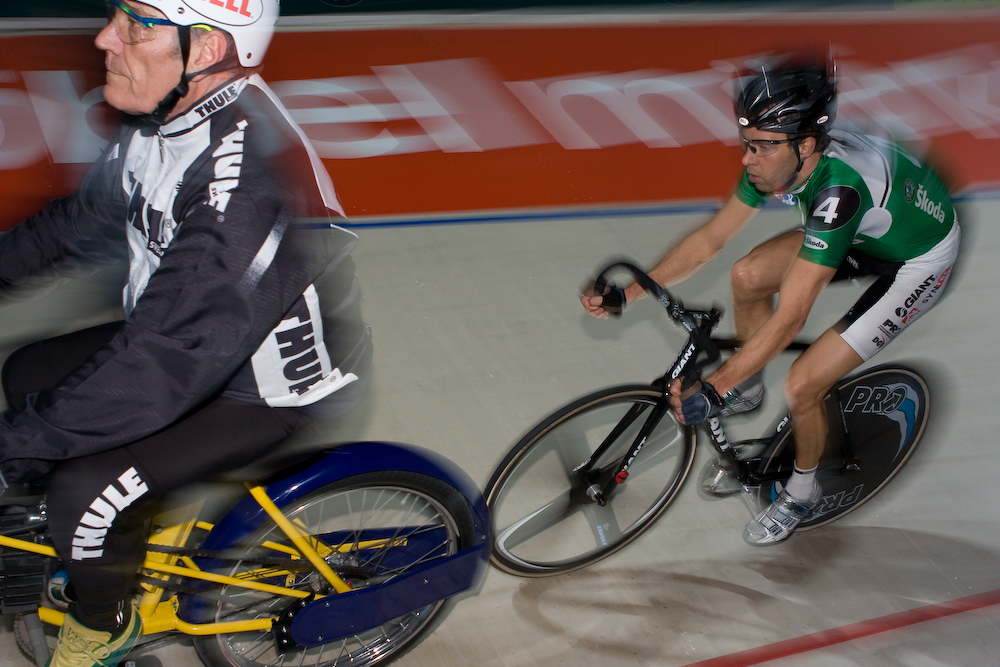
Danny Stam tijdens de Zesdaagse van Zürich 2007-2008.

Na de ernstige val van Slippens in augustus 2006 reed Stam een tijd samen met Peter Schep. Samen wonnen zij op de Wereldkampioenschappen zilver op de koppelkoers. Op 9 februari 2007 maakte het duo Slippens - Stam zijn rentree tijdens de Zesdaagse van Hasselt. In oktober 2008 wonnen zij de Zesdaagse van Amsterdam.

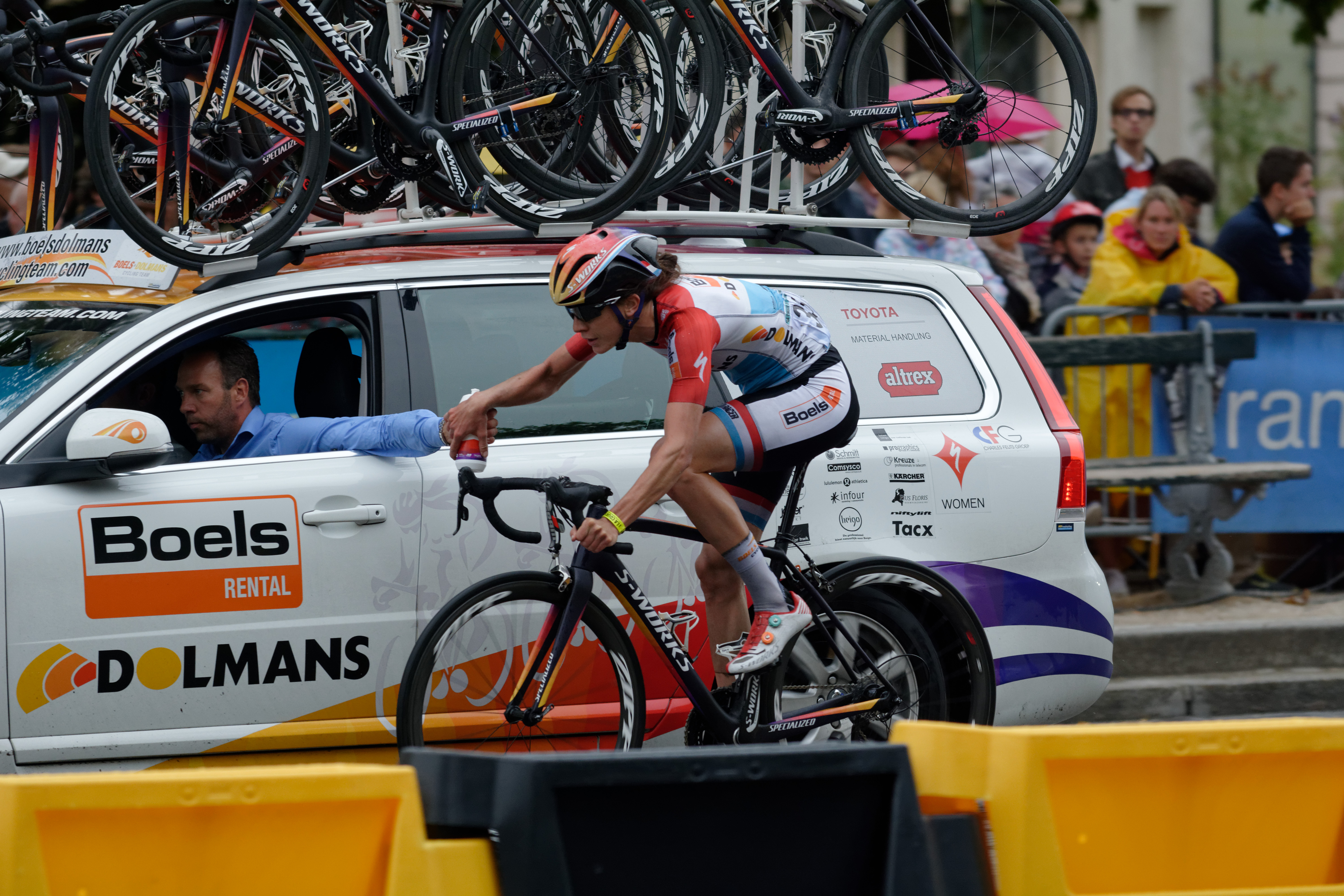
Danny Stam als ploegleider van Boels Dolmans in 2015.

In 2011 en 2012 was Stam ploegleider van de vrouwenploeg AA Drink en vanaf 2013 van het toenmalig nieuwe Boels Dolmans Cycling Team, waarmee hij grote successen behaalde, zoals het Wereldkampioenschap ploegentijdrijden. Voor Boels Dolmans vond hij in 2021 een nieuwe hoofdsponsor in SD Worx, waarna de wielerploeg gekend werd als Team SD Worx.

## Overwinningen

### Zesdaagse
| Nr. | Jaar | Zesdaagse van | Samen met       |
| --- | ---- | ------------- | --------------- |
| 1   | 2003 | Amsterdam     | Robert Slippens |
| 2   | 2003 | Bremen        | Robert Slippens |
| 3   | 2004 | Gent          | Robert Slippens |
| 4   | 2004 | Amsterdam     | Robert Slippens |
| 5   | 2005 | Rotterdam     | Robert Slippens |
| 6   | 2006 | Amsterdam     | Peter Schep     |
| 7   | 2006 | Rotterdam     | Robert Slippens |
| 8   | 2006 | Bremen        | Robert Slippens |
| 9   | 2006 | Berlijn       | Robert Slippens |
| 10  | 2006 | Kopenhagen    | Robert Slippens |
| 11  | 2008 | Amsterdam     | Robert Slippens |
| 12  | 2008 | Zürich        | Bruno Risi      |
| 13  | 2008 | Rotterdam     | Leif Lampater   |
| 14  | 2008 | Zuidlaren     | Robert Slippens |
| 15  | 2010 | Rotterdam     | Iljo Keisse     |
| 16  | 2011 | Rotterdam     | Léon van Bon    |

| Aantal | Samen met                                                               |
| ------ | ----------------------------------------------------------------------- |
| 10     | - Robert Slippens                                                       |
| 1      | - Leif Lampater - Peter Schep - Bruno Risi - Iljo Keisse - Léon van Bon |

### Piste
| Jaar | NK                                      | EK         | WK         | Overig               |
| ---- | --------------------------------------- | ---------- | ---------- | -------------------- |
| 1996 | Derny                                   |            |            |                      |
| 2000 | Ploegkoers, Derny, Scratch, Puntenkoers |            |            |                      |
| 2002 | Puntenkoers                             | Ploegkoers |            |                      |
| 2003 |                                         | Ploegkoers |            |                      |
| 2004 | Ploegkoers, Puntenkoers                 |            | Ploegkoers |                      |
| 2005 | Scratch                                 |            | Ploegkoers |                      |
| 2006 |                                         | Ploegkoers |            | WB Moskou Ploegkoers |
| 2007 |                                         |            | Ploegkoers |                      |
| 2009 |                                         | Ploegkoers |            |                      |

### Weg
2011
- 1e etappe GP de la Banane
- 6e etappe GP de la Banane

2007
- Omloop Schokland